# Boles Township
Boles Township est un township du comté de Franklin dans le Missouri, aux États-Unis,.
Le township est fondé en 1821 et baptisé en référence à Ambrose Boles, un pionnier.

## Source de la traduction
- (en) Cet article est partiellement ou en totalité issu de l’article de Wikipédia en anglais intitulé « Boles Township, Franklin County, Missouri » (voir la liste des auteurs).